# Бялоцин (Лодзинське воєводство)
Бялоцин (пол. Białocin) — село в Польщі, у гміні Розпша Пйотрковського повіту Лодзинського воєводства.
Населення — 380 осіб (2011).
У 1975-1998 роках село належало до Пйотрковського воєводства.

## Демографія
Демографічна структура станом на 31 березня 2011 року:
|          | Загалом | Допрацездатний вік | Працездатний вік | Постпрацездатний вік |
| -------- | ------- | ------------------ | ---------------- | -------------------- |
| Чоловіки | 186     | 42                 | 115              | 29                   |
| Жінки    | 194     | 43                 | 101              | 50                   |
| Разом    | 380     | 85                 | 216              | 79                   |